# Drugi rząd Jensa Stoltenberga
Rząd Jensa Stoltenberga pełnił władzę wykonawczą w Norwegii. Rząd został zaprzysiężony 17 października 2005 roku. Został on stworzony z koalicji Partii Pracy, Norweskiej Partii Centrum oraz Sosialistisk Venstreparti. Przewodniczącym rządu był premier, Jens Stoltenberg. Rząd składał się z premiera i 19 ministrów. Większość z nich stanowiły kobiety (10 kobiet, 9 mężczyzn).

## Skład rządu
| Funkcja                                                     | Zdjęcie | Imię i nazwisko             | Partia polityczna | Partia polityczna         | Kadencja    | Kadencja  |
| Funkcja                                                     | Zdjęcie | Imię i nazwisko             | Partia polityczna | Partia polityczna         | początek    | koniec    |
| ----------------------------------------------------------- | ------- | --------------------------- | ----------------- | ------------------------- | ----------- | --------- |
| Prezes Rady Ministrów                                       |         | Jens Stoltenberg            |                   | Norweska Partia Pracy     | 17 X 2005   | 16 X 2013 |
| Szef Kancelarii Prezesa Rady Ministrów                      |         | Karl Eirik Schjøtt-Pedersen |                   | Norweska Partia Pracy     | 20 X 2009   | 16 X 2013 |
| Minister Spraw Zagranicznych – szef MSZ                     |         | Espen Barth Eide            |                   | Norweska Partia Pracy     | 21 IX 2012  | 16 X 2013 |
| Minister Spraw Zagranicznych – szef Departamentu Rozwoju    |         | Heikki Holmås               |                   | Sosialistisk Venstreparti | 23 III 2012 | 16 X 2013 |
| Minister Obrony                                             |         | Anne-Grete Strøm-Erichsen   |                   | Norweska Partia Pracy     | 21 IX 2012  | 16 X 2013 |
| Minister Handlu i Przemysłu                                 |         | Trond Giske                 |                   | Norweska Partia Pracy     | 20 X 2009   | 16 X 2013 |
| Minister Administracji Rządowej, Reform i Spraw Kościelnych |         | Rigmor Aasrud               |                   | Norweska Partia Pracy     | 20 X 2009   | 16 X 2013 |
| Minister Finansów                                           |         | Sigbjørn Johnsen            |                   | Norweska Partia Pracy     | 20 X 2009   | 16 X 2013 |
| Minister Samorządu Terytorialnego i Rozwoju Regionalnego    |         | Liv Signe Navarsete         |                   | Norweska Partia Centrum   | 20 X 2009   | 16 X 2013 |
| Minister Zdrowia i Opieki Społecznej                        |         | Jonas Gahr Støre            |                   | Norweska Partia Pracy     | 21 IX 2012  | 16 X 2013 |
| Minister Kultury                                            |         | Hadia Tajik                 |                   | Norweska Partia Pracy     | 21 IX 2012  | 16 X 2013 |
| Minister Pracy                                              |         | Anniken Huitfeldt           |                   | Norweska Partia Pracy     | 21 IX 2012  | 16 X 2013 |
| Minister Transportu i Komunikacji                           |         | Marit Arnstad               |                   | Norweska Partia Centrum   | 18 VI 2012  | 16 X 2013 |
| Minister Rybołówstwa i Spraw Wybrzeża                       |         | Lisbeth Berg-Hansen         |                   | Norweska Partia Pracy     | 20 X 2009   | 16 X 2013 |
| Minister Środowiska                                         |         | Bård Vegar Solhjell         |                   | Sosialistisk Venstreparti | 23 III 2012 | 16 X 2013 |
| Minister Rolnictwa i Gospodarki Żywnościowej                |         | Trygve Slagsvold Vedum      |                   | Norweska Partia Centrum   | 18 VI 2012  | 16 X 2013 |
| Minister Sprawiedliwości i Bezpieczeństwa Publicznego       |         | Grete Faremo                |                   | Norweska Partia Pracy     | 11 XI 2011  | 16 X 2013 |
| Minister ds. Dzieci, Równości i Integracji                  |         | Inga Marte Thorkildsen      |                   | Sosialistisk Venstreparti | 23 III 2012 | 16 X 2013 |
| Minister Ropy Naftowej i Energii                            |         | Ola Borten Moe              |                   | Norweska Partia Centrum   | 4 III 2011  | 16 X 2013 |
| Minister Edukacji i Nauki                                   |         | Kristin Halvorsen           |                   | Sosialistisk Venstreparti | 23 III 2012 | 16 X 2013 |